# Ilha de Ferro
Ilha de Ferro é uma série de televisão brasileira produzida e exibida pelo serviço de streaming Globoplay, entre 14 de novembro de 2018 e 25 de outubro de 2019, em 22 episódios divididos em duas temporadas. Criada por Max Mallmann e Adriana Lunardi, com supervisão de Mauro Wilson, direção de Guga Sander e Roberta Richard e direção geral e artística de Afonso Poyart.
Em 2019 foi cancelada após diversos conflitos envolvendo o diretor Afonso Poyart e os autores contra os diretores do Globoplay sobre os rumos da possível terceira temporada, que culminou na saída de Afonso da plataforma.

## Exibição
Ilha de Ferro teve sua primeira temporada disponibilizada no Globoplay no dia 14 de novembro de 2018. Em 19 de novembro, a TV Globo promoveu uma exibição especial do primeiro episódio como parte de divulgação da produção e da plataforma online, tal qual fez com a série Assédio, exibindo na faixa de exibição da Tela Quente, porém sua exibição completa não ocorreu na ocasião.
A primeira temporada foi exibida na TV aberta pela TV Globo, de 9 até 20 de agosto de 2021, após a novela Império, em 9 episódios. A série foi substituída pela reprise da novela Verdades Secretas. Em 12 de agosto de 2021, não foi ao ar por conta do especial Tarcísio & Glória, exibido como uma homenagem ao ator Tarcísio Meira que faleceu no mesmo dia.
A segunda temporada foi exibida pela TV Globo de 25 de agosto até 10 de novembro de 2022, às quintas-feiras, após às novelas Pantanal e Travessia.

### Exibição internacional
No mercado latino, estreou no Chile através do canal Mega Plus, com o título Isla de Hierro, em 27 de julho de 2020 no horário das 22:00hs aos sábados.
A série foi estreada pelo Teledoce no Uruguai no dia 4 de janeiro de 2021 às 22:15 horas. Após o término da primeira temporada, no dia 25 de janeiro às 23:30 horas a segunda temporada foi lançada.

## Enredo
Dante (Cauã Reymond) é o coordenador de produção da PLT-137, uma plataforma petrolífera recordista de acidentes. Ele sonha em se tornar gerente do local, mas fica revoltado quando percebe que precisa competir com a recém-chegada Júlia (Maria Casadevall) pelo cargo. No entanto, é no meio dessa disputa que acaba surgindo uma paixão entre os dois capaz de mudar o rumo de suas vidas.

## Elenco

### Principal
| Intérprete          | Personagem                       | Temporadas | Temporadas |
| Intérprete          | Personagem                       | 1ª 2018    | 2ª 2019    |
| ------------------- | -------------------------------- | ---------- | ---------- |
| Cauã Reymond        | Dante Giordano                   |            |            |
| Maria Casadevall    | Júlia Bravo                      |            |            |
| Herbert Richers Jr. | Ministro Horácio Bravo           |            |            |
| Taumaturgo Ferreira | Valdomiro Carlos da Silva (Buda) |            | part.      |
| Klebber Toledo      | Bruno Giordano                   |            | part.      |
| Sophie Charlotte    | Leona Domingues                  |            |            |
| Mariana Ximenes     | Drª. Olívia Dias                 |            |            |
| Rômulo Estrela      | Ramiro                           |            |            |
| Eriberto Leão       | Diogo Bravo                      |            |            |
| Erom Cordeiro       | Playboy                          |            |            |
| Daphne Bozaski      | Maria Eduarda Giordano           |            |            |

### Recorrente
| Intérprete         | Personagem                | Temporadas | Temporadas |
| Intérprete         | Personagem                | 1ª 2018    | 2ª 2019    |
| ------------------ | ------------------------- | ---------- | ---------- |
| Jonathan Azevedo   | Fiapo                     |            |            |
| Kizi Vaz           | Suelen Cristine Souza     |            |            |
| Jonathan Haagensen | Diablo                    |            |            |
| Neco Vila Lobos    | Antônio Brandão (Brandão) |            |            |
| Cadu Fávero        | Clarke                    |            |            |
| Nikolas Antunes    | Artur                     |            |            |
| Bruce Gomlevsky    | Leviatã                   |            |            |
| André Ramiro       | Nonato                    |            |            |
| Júlio Rocha        | Sileno                    |            |            |
| Bernardo Schlegel  | Welber                    |            |            |
| Vitoria Ferraz     | Liliane Rocha             |            |            |
| Milhem Cortaz      | Astério Medeiros          |            |            |
| Johnnas Oliva      | Borracha                  |            |            |
| Giovanni Gallo     | Rosaldo (Borracha)        |            |            |
| Cláudio Gabriel    | Álvaro                    |            |            |
| José Rubens Chachá | Neto                      |            |            |
| Gery               | Robson                    |            |            |

### Participações especiais
| Intérprete          | Personagem                   |
| ------------------- | ---------------------------- |
| Osmar Prado         | João Bravo                   |
| Cássia Kis          | Isabel Giordano              |
| Moacyr Franco       | Amorim                       |
| Paulo Goulart Filho | Dr. Francis                  |
| João Bravo          | Lucas                        |
| Soren Hellerup      | Lars                         |
| Breno de Filippo    | Marcos                       |
| Marília Coelho      | Gladys                       |
| Jéssica Castro      | Natalie                      |
| Flávio Pardo        | Osmar                        |
| Charles Paraventi   | Rogério                      |
| Lourinelson Vladmir | Comandante Jardel da Lima    |
| Jefferson Brasil    | Rivotril                     |
| Milton Walley       | Bam Bam                      |
| Johnnas Oliva       | Borracha                     |
| Marcelo Portinari   | Caveira                      |
| Fabio Marcoff       | Dr. Bastos                   |
| Gustavo Machado     | Marido de Olívia (flashback) |
| Alice Palmar        | Maria Giordano (criança)     |